# Burkhardt Röper
Burkhardt Röper (* 13. April 1915 in Jena; † 9. Juli 1991 in Aachen) war ein deutscher Ökonom und Hochschullehrer.

## Leben
Röper war der Sohn des Neurologen und Politikers Erich Röper. Durch den halbjüdischen Vater, der 1944 dem KZ nur knapp entkam, war Burkhardt Röper Vierteljude. Dennoch war es ihm möglich, von 1937 bis 1941 an der Universität Hamburg Wirtschaftswissenschaften zu studieren. Er schloss das Studium als Diplomvolkswirt ab. Ein anschließender Wehrdienst ist nicht bekannt. Burkhardt Röper wurde 1946 an der Universität Hamburg promoviert. Seine Habilitation erfolgte dort 1949. Am 1. August 1954 wurde er als ordentlicher Professor für Wirtschaftskunde und Unternehmungslehre an die TH Aachen berufen und gleichzeitig zum Direktor des Instituts für Wirtschaftswissenschaften bestellt. Er war von 1967 bis 1969 Dekan der Philosophischen Fakultät. Röper wurde 1983 emeritiert.

## Schriften (Auswahl)
- Die Konkurrenz und ihre Fehlentwicklungen. Untersuchungen über Störungen der Marktwirtschaft. Berlin 1952, OCLC 1072238184.
- Die vertikale Preisbindung bei Markenartikeln. Untersuchungen über Preisbildungs- und Preisbindungsvorgänge in der Wirklichkeit. Tübingen 1955, OCLC 612985618.
- Kritisches zum IFO-Gutachten über die vertikale Preisbindung. München 1964, OCLC 1103635543.
- Wirtschaftsnachrichten in der Weltpresse. Zum Verständnis des Wirtschaftsteils einer Zeitung. München 1977, ISBN 3-7720-0920-4.

## Quelle
- Gründungsmitglied der Philosophischen Fakultät

| Personendaten    | Personendaten                        |
| ---------------- | ------------------------------------ |
| NAME             | Röper, Burkhardt                     |
| KURZBESCHREIBUNG | deutscher Ökonom und Hochschullehrer |
| GEBURTSDATUM     | 13. April 1915                       |
| GEBURTSORT       | Jena                                 |
| STERBEDATUM      | 9. Juli 1991                         |
| STERBEORT        | Aachen                               |